# Шейк Хаджи Тахар (филм, 1894)
„Шейк Хаджи Тахар“ (на английски: Sheik Hadji Tahar) е американски късометражен ням филм на режисьора Уилям Кенеди Диксън с участието на Шейк Хаджи Тахар, заснет от компанията Едисън Манюфакчъринг Къмпъни, собственост на Томас Едисън.

## В ролите
- Шейк Хаджи Тахар[2]